# Rhagoletis berberis
Rhagoletis berberis är en tvåvingeart som beskrevs av Charles Howard Curran 1932. Rhagoletis berberis ingår i släktet Rhagoletis och familjen borrflugor. Inga underarter finns listade i Catalogue of Life.